# Cantone di Hérimoncourt
Il Cantone di Hérimoncourt era una divisione amministrativa dell'arrondissement di Montbéliard.
A seguito della riforma approvata con decreto del 25 febbraio 2014, che ha avuto attuazione dopo le elezioni dipartimentali del 2015, è stato soppresso.

## Composizione
Comprendeva i comuni di:
- Abbévillers
- Autechaux-Roide
- Blamont
- Bondeval
- Dannemarie
- Écurcey
- Glay
- Hérimoncourt
- Meslières
- Pierrefontaine-lès-Blamont
- Roches-lès-Blamont
- Seloncourt
- Thulay
- Vandoncourt
- Villars-lès-Blamont